# Liste d'ambassadeurs de Finlande en Afrique
 (mars 2021).
Si vous disposez d'ouvrages ou d'articles de référence ou si vous connaissez des sites web de qualité traitant du thème abordé ici, merci de compléter l'article en donnant les références utiles à sa vérifiabilité et en les liant à la section « Notes et références ».
Cet article donne une liste des représentants diplomatiques finlandais en Afrique. La liste comprend tous les représentants historiques par pays de destination. 

## Représentations actuelles de la Finlande en Afrique

### Abuja (Nigeria)
| Relations diplomatiques établies  | Relations diplomatiques établies | Relations diplomatiques établies |
| 18 janvier 1963                   | 18 janvier 1963                  | 18 janvier 1963                  |
| Représentant                      | Année                            | Poste                            |
| --------------------------------- | -------------------------------- | -------------------------------- |
| Jaakko Lyytinen (Lagos)           | 1963–1966                        | ambassadeur                      |
| Olavi Saikku (Lagos)              | 1966–1969                        | ambassadeur                      |
| Olli Auero (Lagos)                | 1969–1971                        | ambassadeur                      |
| Ensio Helaniemi (Lagos)           | 1971–1973                        | ambassadeur                      |
| Erkki Hedmanson (Lagos)           | 1973–1976                        | ambassadeur                      |
| Aarno Arola (Lagos)               | 1976–1981                        | ambassadeur                      |
| Bo Ådahl (Lagos)                  | 1981–1985                        | ambassadeur                      |
| Vilho Koiranen (Lagos)            | 1985–1989                        | ambassadeur                      |
| Esko Kunnamo (Lagos)              | 1989–1992                        | ambassadeur                      |
| Heikki Latvanen (Lagos)           | 1992–1995                        | ambassadeur                      |
| Hannu Ripatti (Lagos)             | 1996–1998                        | chargé d’affaires                |
| Eero Saarikoski (Lagos)           | 1999–2003                        | ambassadeur                      |
| Anna-Liisa Korhonen (Lagos/Abuja) | 2003–2007                        | ambassadeur                      |
| Erik Ulfstedt (Abuja)             | 2007–2008                        | ambassadeur                      |
| Anneli Vuorinen (Abuja)           | 2008–2011                        | ambassadeur                      |
| Riitta Korpivaara (Abuja)         | 2011–2014                        | ambassadeur                      |
| Pirjo Suomela-Chowdhury (Abuja)   | 2014–2018                        | ambassadeur                      |
| Jyrki Pulkkinen (Abuja)           | 2018-en poste                    | ambassadeur                      |

### Addis- Abeba (Éthiopie)
| Relations diplomatiques établies | Relations diplomatiques établies | Relations diplomatiques établies |
| 17 juillet 1959                  | 17 juillet 1959                  | 17 juillet 1959                  |
| Représentant                     | Année                            | Poste                            |
| -------------------------------- | -------------------------------- | -------------------------------- |
| Atle Asanti (Le Caire)           | 1959–1962                        | envoyé                           |
| Osmo Orkomies (Le Caire)         | 1962–1965                        | envoyé                           |
| Henrik Blomstedt                 | 1965–1969                        | ambassadeur                      |
| Joel Pekuri                      | 1969–1971                        | ambassadeur                      |
| Veikko Hietanen                  | 1972–1977                        | ambassadeur                      |
| Unto Tanskanen (Nairobi)         | 1977–1980                        | ambassadeur                      |
| Sakari Juuti                     | 1977–1979                        | chargé d’affaires                |
| Raimo Salmi (Nairobi)            | 1981–1983                        | ambassadeur                      |
| Hannu Uusi-Videnoja              | 1980–1983                        | chargé d’affaires                |
| Tom Grönberg (Nairobi)           | 1983–1987                        | ambassadeur                      |
| Esko Jääsalo                     | 1984–1987                        | chargé d’affaires                |
| Erik Brehmer (Nairobi)           | 1987–1990                        | ambassadeur                      |
| Ilkka Ristimäki                  | 1987–1991                        | chargé d’affaires                |
| David Johansson (Nairobi)        | 1990–1995                        | ambassadeur                      |
| Arvi Siirala                     | 1990–1995                        | chargé d’affaires                |
| Kaija Kahilainen                 | 1991–1992                        | chargé d’affaires                |
| Glenn Lindholm (Nairobi)         | 1995–1998                        | ambassadeur                      |
| Lauri Kangas                     | 1994–1997                        | chargé d’affaires                |
| Heli Sirve                       | 1998–2001                        | chargé d’affaires                |
| Lauri Kangas (Nairobi)           | 1998–2003                        | ambassadeur                      |
| Kari Toiviainen                  | 2001–2004                        | chargé d’affaires                |
| Matti Kääriäinen (Nairobi)       | 2003–2004                        | ambassadeur                      |
| Kirsti Aarnio                    | 2004–2005                        | chargé d’affaires                |
| Kirsti Aarnio                    | 2005-2009                        | ambassadeur                      |
| Leo Olasvirta                    | 2009-2013                        | ambassadeur                      |
| Sirpa Mäenpää                    | 2013-2016                        | ambassadeur                      |
| Helena Airaksinen                | 2016-en poste                    | ambassadeur                      |

### Alger (Algérie)
| Relations diplomatiques établies | Relations diplomatiques établies | Relations diplomatiques établies |
| 18 janvier 1963                  | 18 janvier 1963                  | 18 janvier 1963                  |
| Représentant                     | Année                            | Poste                            |
| -------------------------------- | -------------------------------- | -------------------------------- |
| Jussi Mäkinen                    | 1963–1968                        | ambassadeur                      |
| Olavi Saikku                     | 1969–1972                        | ambassadeur                      |
| Ossi Sunell                      | 1972–1975                        | ambassadeur                      |
| Osmo Orkomies                    | 1975–1979                        | ambassadeur                      |
| Osmo Kock                        | 1979–1983                        | ambassadeur                      |
| Pekka Malinen                    | 1983–1985                        | ambassadeur                      |
| Erkki Pajari                     | 1985–1987                        | ambassadeur                      |
| Risto Rännäli                    | 1988–1991                        | ambassadeur                      |
| Jan Groop (Tunis)                | 1991–1995 1994–1995              | ambassadeur                      |
| Roope Jussila                    | 1995–1996                        | chargé d’affaires                |
| Carl-Erik Smedslund              | 1996–1997                        | chargé d’affaires                |
| Carl-Erik Smedslund (Tunis)      | 1998–2002                        | chargé d’affaires                |
| Kaija Ilander (Tunis)            | 2003–2007                        | ambassadeur                      |
| Risto Veltheim (Helsinki)        | 2008–2011                        | ambassadeur itinérant            |
| Hannele Voionmaa                 | 2008–2011                        | ambassadeur                      |
| Tuula Svinhufvud                 | 2015-2019                        | ambassadeur                      |
| Marja Joenusva                   | 2019-en poste                    | ambassadeur                      |

### Dar es Salaam (Tanzanie)
| Relations diplomatiques établies | Relations diplomatiques établies | Relations diplomatiques établies |
| 14 juin 1965                     | 14 juin 1965                     | 14 juin 1965                     |
| Représentant                     | Année                            | Poste                            |
| -------------------------------- | -------------------------------- | -------------------------------- |
| Henrik Blomstedt (Addis Abeba)   | 1966–1969                        | ambassadeur                      |
| Joel Pekuri (Addis Abeba)        | 1969–1971                        | ambassadeur                      |
| Seppo Pietinen                   | 1971–1973                        | ambassadeur                      |
| Martti Ahtisaari                 | 1973–1977                        | ambassadeur                      |
| Richard Müller                   | 1977–1980                        | ambassadeur                      |
| Risto Kauppi                     | 1980–1983                        | ambassadeur                      |
| Ilkka Ristimäki                  | 1983–1987                        | ambassadeur                      |
| Unto Korhonen                    | 1987–1988                        | ambassadeur                      |
| Kari Karanko                     | 1988–1993                        | ambassadeur                      |
| Ilari Rantakari                  | 1994–1997                        | ambassadeur                      |
| Ritva Jolkkonen                  | 1998–2002                        | ambassadeur                      |
| Jorma Paukku                     | 2002–2007                        | ambassadeur                      |
| Juhani Toivonen                  | 2007–2011                        | ambassadeur                      |
| Sinikka Antila                   | 2011–2015                        | ambassadeur                      |
| Pekka Hukka                      | 2015-2019                        | ambassadeur                      |
| Riittamaija Swan                 | 2019-en poste                    | ambassadeur                      |

### Le Caire (Égypte)
| Relations diplomatiques établies                                                   | Relations diplomatiques établies                                                   | Relations diplomatiques établies                                                   |
| 8 avril 1922 (de facto) 5 janvier 1942 (interrompues) 15 février 1947 (réétablies) | 8 avril 1922 (de facto) 5 janvier 1942 (interrompues) 15 février 1947 (réétablies) | 8 avril 1922 (de facto) 5 janvier 1942 (interrompues) 15 février 1947 (réétablies) |
| Représentant                                                                       | Année                                                                              | Poste                                                                              |
| ---------------------------------------------------------------------------------- | ---------------------------------------------------------------------------------- | ---------------------------------------------------------------------------------- |
| Asko Ivalo (Rome)                                                                  | 1954–1959                                                                          | envoyé                                                                             |
| Atle Asanti                                                                        | 1959–1962                                                                          | ambassadeur                                                                        |
| Osmo Orkomies                                                                      | 1962–1966                                                                          | ambassadeur                                                                        |
| Soini Palasto                                                                      | 1966–1969                                                                          | ambassadeur                                                                        |
| Pekka Malinen                                                                      | 1969–1974                                                                          | ambassadeur                                                                        |
| Joel Pekuri                                                                        | 1975–1978                                                                          | ambassadeur                                                                        |
| Björn-Olof Alholm                                                                  | 1979–1980                                                                          | ambassadeur                                                                        |
| Olli Auero                                                                         | 1980–1984                                                                          | ambassadeur                                                                        |
| Mauri Eggert                                                                       | 1984–1987                                                                          | ambassadeur                                                                        |
| Antti Hynninen                                                                     | 1987–1989                                                                          | ambassadeur                                                                        |
| Elisabeth Tigerstedt-Tähtelä                                                       | 1990–1992                                                                          | ambassadeur                                                                        |
| Garth Castrén                                                                      | 1992–1997                                                                          | ambassadeur                                                                        |
| Aapo Pölhö                                                                         | 1998–2002                                                                          | ambassadeur                                                                        |
| Hannes Mäntyvaara                                                                  | 2002–2005                                                                          | ambassadeur                                                                        |
| Hannu Halinen                                                                      | 2005–2009                                                                          | ambassadeur                                                                        |
| Roberto Tanzi-Albi                                                                 | 2009–2013                                                                          | ambassadeur                                                                        |
| Tuula Yrjölä                                                                       | 2013-2016                                                                          | ambassadeur                                                                        |
| Laura Kansikas-Debraise                                                            | 2017-en poste                                                                      | ambassadeur                                                                        |

### Lusaka (Zambie)
| Relations diplomatiques établies            | Relations diplomatiques établies | Relations diplomatiques établies |
| 8 mars 1968                                 | 8 mars 1968                      | 8 mars 1968                      |
| Représentant,                               | Année                            | Poste                            |
| ------------------------------------------- | -------------------------------- | -------------------------------- |
| Henrik Blomstedt (Addis Abeba)              | 1968–1969                        | ambassadeur                      |
| Joel Pekuri (Addis Abeba)                   | 1969–1971                        | ambassadeur                      |
| Seppo Pietinen (Addis Abeba)                | 1972–1973                        | ambassadeur                      |
| Martti Ahtisaari (Addis Abeba)              | 1973–1976                        | ambassadeur                      |
| Unto Korhonen                               | 1976–1980                        | ambassadeur                      |
| Erik Hellqvist                              | 1980–1983                        | ambassadeur                      |
| Garth Castrén                               | 1984–1987                        | ambassadeur                      |
| Risto Rekola                                | 1987–1989                        | ambassadeur                      |
| Ilari Rantakari (depuis 1994 Dar es Salaam) | 1989–1993, 1994–1997             | ambassadeur                      |
| Ritva Jolkkonen (Dar es Salaam)             | 1998–2002                        | ambassadeur                      |
| Jorma Paukku (Dar es Salaam)                | 2002–2007                        | ambassadeur                      |
| Sinikka Antila                              | 2007–2011                        | ambassadeur                      |
| Pertti Anttinen                             | 2011–2014                        | ambassadeur                      |
| Timo Olkkonen                               | 2014-2019                        | ambassadeur                      |
| Pirjo Suomela-Chowdhury                     | 2019-en poste                    | ambassadeur                      |

### Maputo (Mozambique)
| Relations diplomatiques établies | Relations diplomatiques établies | Relations diplomatiques établies |
| 18 juillet 1975                  | 18 juillet 1975                  | 18 juillet 1975                  |
| Représentant,                    | Année                            | Poste                            |
| -------------------------------- | -------------------------------- | -------------------------------- |
| Markku Kauppinen                 | 2003–2007                        | ambassadeur                      |
| Kari Alanko                      | 2007–2011                        | ambassadeur                      |
| Matti Kääriäinen                 | 2011–2013                        | ambassadeur                      |
| Seija Toro                       | 2013–2017                        | ambassadeur                      |
| Laura Torvinen                   | 2017-en poste                    | ambassadeur                      |

Les relations de la Finlande avec le Mozambique ont été gérées par Dar es Salaam en 1975–1999 et par l'ambassadeur de Pretoria en 1999–2003.

### Nairobi (Kenya)
| Relations diplomatiques établies | Relations diplomatiques établies | Relations diplomatiques établies |
| 14 juin 1965                     | 14 juin 1965                     | 14 juin 1965                     |
| Représentant                     | Année                            | Poste                            |
| -------------------------------- | -------------------------------- | -------------------------------- |
| Henrik Blomstedt (Addis Abeba)   | 1966–1969                        | ambassadeur                      |
| Joel Pekuri (Addis Abeba)        | 1969–1971                        | ambassadeur                      |
| Veikko Hietanen (Addis Abeba)    | 1973–1977                        | ambassadeur                      |
| Unto Tanskanen                   | 1977–1980                        | ambassadeur                      |
| Raimo Salmi                      | 1980–1983                        | ambassadeur                      |
| Tom Grönberg                     | 1983–1987                        | ambassadeur                      |
| Ilkka Ristimäki                  | 1987–1990                        | ambassadeur                      |
| David Johansson                  | 1990–1995                        | ambassadeur                      |
| Glen Lindholm                    | 1995–1998                        | ambassadeur                      |
| Lauri Kangas                     | 1998–2003                        | ambassadeur                      |
| Matti Kääriäinen                 | 2003–2007                        | ambassadeur                      |
| Heli Sirve                       | 2007–2011                        | ambassadeur                      |
| Sofie From-Emmesberger           | 2011–2015                        | ambassadeur                      |
| Tarja Fernández                  | 2015-2018                        | ambassadeur                      |
| Erik Lundberg                    | 2018-en poste                    | ambassadeur                      |

### Pretoria (Afrique du Sud)
| Relations diplomatiques établies | Relations diplomatiques établies | Relations diplomatiques établies |
| 15 mai 1949                      | 15 mai 1949                      | 15 mai 1949                      |
| Représentant                     | Année                            | Poste                            |
| -------------------------------- | -------------------------------- | -------------------------------- |
| Helge von Knorring               | 1949–1952                        | chargé d’affaires                |
| Armas Yöntilä                    | 1952–1957                        | chargé d’affaires                |
| Hans Ruben Martola               | 1957–1964                        | chargé d’affaires                |
| Tauno Nevalainen                 | 1964–1969                        | chargé d’affaires                |
| Jaakko Lyytinen                  | 1969–1971                        | chargé d’affaires                |
| Kurt Uggeldahl                   | 1971–1974                        | chargé d’affaires                |
| Kari Härkönen                    | 1974–1977                        | chargé d’affaires                |
| Juha Puromies                    | 1977–1980                        | chargé d’affaires                |
| Pertti Kaukonen                  | 1980–1984                        | chargé d’affaires                |
| Erik Hagfors                     | 1984–1988                        | chargé d’affaires                |
| Hannu Mäntyvaara                 | 1988–1990                        | chargé d’affaires                |
| Hannu Uusi-Videnoja              | 1990–1991                        | chargé d’affaires                |
| Hannu Uusi-Videnoja              | 1991                             | chargé d’affaires                |
| Björn Ekblom                     | 1991-1995                        | ambassadeur                      |
| Tapani Brotherus                 | 1995-2000                        | ambassadeur                      |
| Kirsti Lintonen                  | 2000-2005                        | ambassadeur                      |
| Heikki Tuunanen                  | 2005-2009                        | ambassadeur                      |
| Tiina Myllyntausta               | 2009–2012                        | ambassadeur                      |
| Petri Salo                       | 2012–2016                        | ambassadeur                      |
| Kari Alanko                      | 2016-en poste                    | ambassadeur                      |

### Rabat (Maroc)
| Relations diplomatiques établies | Relations diplomatiques établies | Relations diplomatiques établies |
| 17 juillet 1959                  | 17 juillet 1959                  | 17 juillet 1959                  |
| Représentant,                    | Année                            | Poste                            |
| -------------------------------- | -------------------------------- | -------------------------------- |
| Antti Rytövuori                  | 2007–2011                        | ambassadeur                      |
| Christina Harttila               | 2011–2015                        | ambassadeur                      |
| Anne Vasara                      | 2015-2019                        | ambassadeur                      |
| Klaus Korhonen                   | 2019-en poste                    | ambassadeur                      |

Les relations de la Finlande avec le Maroc ont été gérées en 1959–1961 par l'ambassadeur à Rome, 1963–1968 à Alger, 1968–1970 à Vienne, 1970–1990 à Madrid et 1992–2007 par l'ambassadeur de Lisbonne. Depuis 2007, un ambassadeur dédié est en poste.

### Tunis (Tunisie)
| Relations diplomatiques établies     | Relations diplomatiques établies | Relations diplomatiques établies |
| 17 juillet 1959                      | 17 juillet 1959                  | 17 juillet 1959                  |
| Représentant                         | Année                            | Poste                            |
| ------------------------------------ | -------------------------------- | -------------------------------- |
| Asko Ivalo (Rome)                    | 1959–1961                        | envoyé                           |
| Torsten Vahervuori (Rome)            | 1961–1964                        | envoyé                           |
| Jussi Mäkinen (Alger)                | 1964–1968                        | ambassadeur                      |
| Olavi Saikku (Alger)                 | 1969–1972                        | ambassadeur                      |
| Ossi Sunell (Alger)                  | 1972–1975                        | ambassadeur                      |
| Osmo Orkomies (Alger)                | 1975–1979                        | ambassadeur                      |
| Osmo Kock (Alger)                    | 1980–1983                        | ambassadeur                      |
| Pekka Malinen (Alger)                | 1983–1985                        | ambassadeur                      |
| Erkki Pajari (Alger)                 | 1985–1987                        | ambassadeur                      |
| Risto Rännäli (Alger)                | 1988–1991                        | ambassadeur                      |
| Jan Groop (Alger, depuis 1994 Tunis) | 1991–1995                        | ambassadeur                      |
| Roope Jussila                        | 1995–1996                        | chargé d’affaires                |
| Carl-Erik Smedslund                  | 1996–1998                        | chargé d’affaires                |
| Carl-Erik Smedslund                  | 1998–2002                        | chargé d’affaires                |
| Kaija Ilander                        | 2003–2007                        | ambassadeur                      |
| Laura Reinilä                        | 2007–2010                        | ambassadeur                      |
| Tiina Jortikka-Laitinen              | 2010-2013                        | ambassadeur                      |
| Tanja Jääskeläinen                   | 2013-2017                        | ambassadeur                      |
| Leena Gardemeister                   | 2017-en poste                    | ambassadeur                      |
| Pekka Hukka                          | 2019 -en poste                   | ambassadeur                      |

### Windhoek (Namibie)
| Relations diplomatiques établies       | Relations diplomatiques établies | Relations diplomatiques établies |
| 21 mars 1990                           | 21 mars 1990                     | 21 mars 1990                     |
| Année                                  | Représentant                     | Poste                            |
| -------------------------------------- | -------------------------------- | -------------------------------- |
| Lauri Kangas                           | 1990                             | chargé d’affaires                |
| Kirsti Lintonen                        | 1990–1994                        | ambassadeur                      |
| Yrjö Karinen                           | 1994–1998                        | ambassadeur                      |
| Kari Karanko                           | 1998–2000                        | ambassadeur                      |
| Sinikka Antila                         | 2001– 2003                       | chargé d’affaires                |
| Kirsti Lintonen (Pretoria)             | 2000–2005                        | ambassadeur                      |
| Seija Kinni-Huttunen                   | 2003– 2008                       | chargé d’affaires                |
| Asko Luukkainen                        | 2008–2011                        | chargé d’affaires                |
| Heikki Tuunanen (Pretoria)             | 2005–2010                        | ambassadeur                      |
| Tiina Myllyntausta (Windhoek/Pretoria) | 2010–2011                        | ambassadeur                      |
| Anne Saloranta                         | 2011–2014                        | va.asiainhoitaja                 |
| Anne Saloranta                         | 2014–2017                        | ambassadeur                      |
| Pirkko-Liisa Kyöstilä                  | 2017-en poste                    | ambassadeur                      |